# Julia Hills
Julia Hills (Nottingham, 3 aprile 1957) è un'attrice britannica, attiva in capo teatrale e televisivo.

## Biografia
Ha recitato in diversi musical a Londra, tra cui The Mystery of Edwin Drood (1987) e The Hired Man (1984), per cui fu candidata al Laurence Olivier Award alla migliore attrice in un musical.
È sposata con l'attore Paul Clarkson.

## Filmografia parziale

### Televisione
- Casualty - serie TV, 10 episodi (1993-2012)
- Peak Practice - serie TV, 1 episodio (2000)
- Doctors - serie TV, 9 episodi (2002-2014)
- Kate & Emma - Indagini per due - serie TV, 1 episodio (2004)
- Holby City - serie TV, 1 episodio (2005)
- Law & Order: UK - serie TV, 1 episodio (2014)